# گرداب (فیلم ۲۰۲۱)
گرداب (به انگلیسی: Vortex) فیلمی آوانگارد در ژانر درام روان‌شناختی به نویسندگی و کارگردانی گاسپار نوئه محصول کشور فرانسه که در سال ۲۰۲۱ منتشر شد. داریو آرجنتو در نقش پدر و نویسنده، در کنار فرانسوا لوبران در نقش همسرش و الکس لوتس در نقش پسرشان استفان بازی می‌کنند. این فیلم به مضامین شرایط انسانی و مشکلات شخصی می‌پردازد و از رویکرد سینمایی آهسته و مینیمال استفاده می‌کند. استفاده از محو کادر، صداهای ناشنوایان و صدای پس زمینه با فرکانس پایین در فیلم مشاهده می‌شود.
این فیلم برای اولین بار در بخش اکران کن در جشنواره فیلم کن ۲۰۲۱ به نمایش درآمد که با استقبال گسترده منتقدان فیلم مواجه شد.

## بازیگران
- داریو آرجنتو
- فرانسوا لوبران
- الکس لوتس